# Běla Friedländerová
Běla Friedländerová, psána též Friedländrová (30. dubna 1900 Královské Vinohrady – 6. července 1965 Praha) byla česká sportovkyně (plavkyně a lyžařka), cvičitelka a autorka příruček cvičení pro ženy před a po porodu. Jako spolumajitelka pražského paláce AXA se přičinila o to, že zde byl vybudován tehdy nejmodernější plavecký bazén se skokanským můstkem.

## Život
Byla dcerou pražského velkoobchodníka. Studovala medicínu v Praze (pravděpodobně ji nedokončila, není uváděna mezi absolventy) a též v USA. Od raného mládí byl jejím přítelem Václav M. Havel, za kterého se v roce 1928 provdala. Bezdětné manželství skončilo v roce 1933 po dohodě rozlukou. Ještě téhož roku se podruhé se provdala za architekta Václava Pilce, s nímž měla dcery Bělu (lékařku) a Janu (historičku umění). Když její pozdější druhý manžel projektoval počátkem 30. let 20. století palác AXA, podílela se na koncepci jeho sportovní části. Vedla kroužky rytmiky a gymnastickou školu pro ženy a dívky, později učila na střední škole a pracovala v Ústavu pro péči o matku a dítě v Praze-Podolí, kde také vedla cvičení pro nastávající matky a matky po porodu. Podílela se i na vypracování metodiky těchto cvičení a zpracovala k tomu několik příruček.

## Sportovní kariéra
V letech 1925–1930 byla členkou Českého plaveckého klubu, několikanásobnou mistryní ČSR na 100, 200 a 400 metrů volný způsob a držitelkou několika československých rekordů v plavání. Reprezentovala ČSR na mistrovství Evropy v plavání 1927 v Bologni a v dalších mezinárodních soutěžích. Soutěžila i ve skocích do vody a v lyžování – v ukázkovém ženském závodě na lyžařském mistrovství Evropy v Zakopaném v roce 1929 obsadila druhé místo. Soutěžila i pod jménem Friedländerová-Havlová, Havlová-Friedländerová nebo jen Havlová.

## Galerie

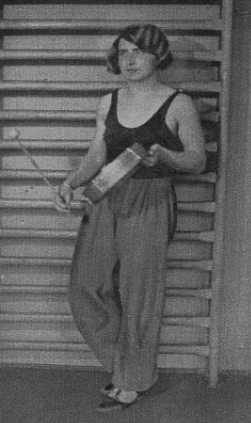
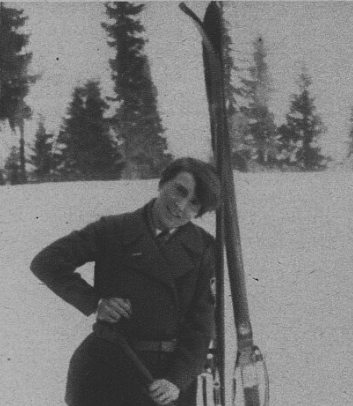
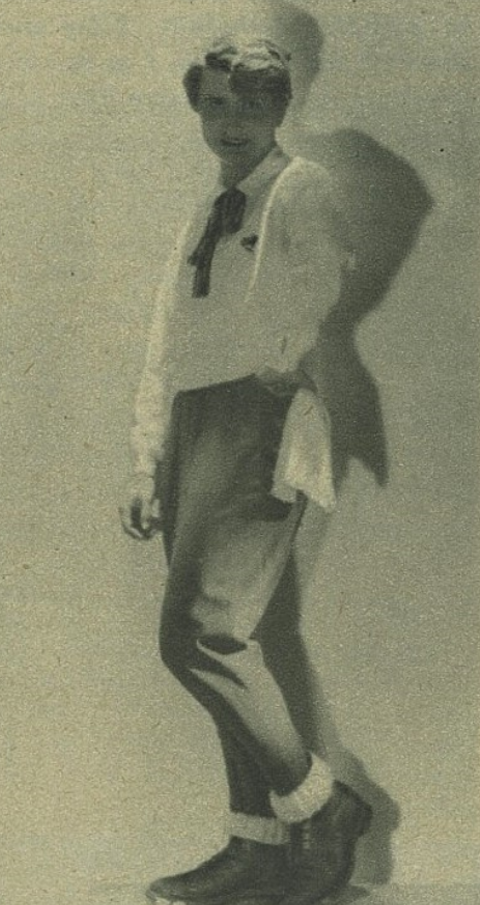
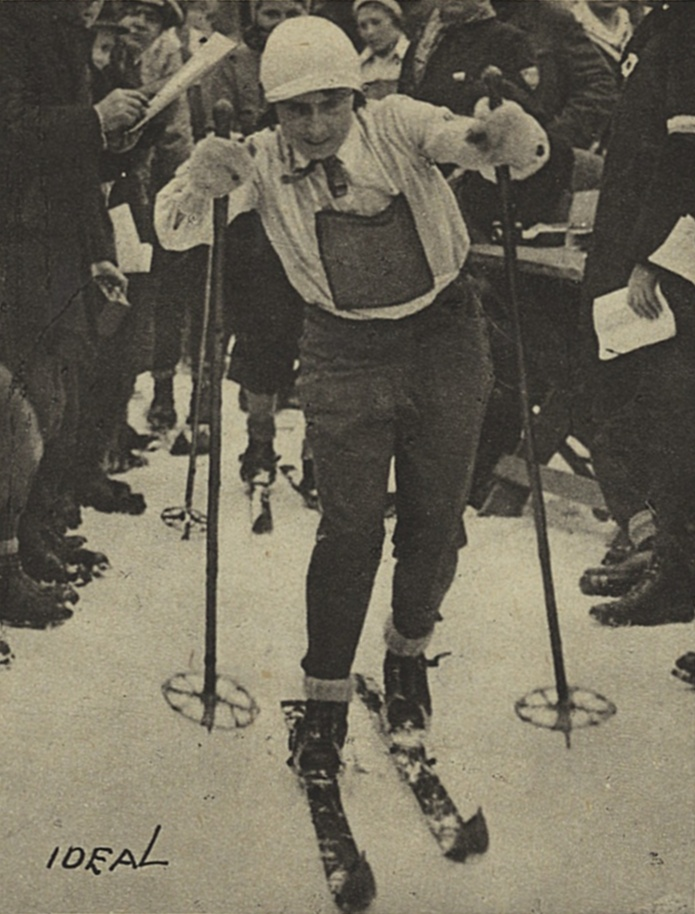